# Анализ брызг крови
Ана́лиз брызг кро́ви (АБК) — раздел судебной медицины, занимающийся анализом пятен и брызг крови. Любые достижения в научной области, в особенности в анализе крови и молекулы-ДНК, широко используются детективами и криминалистами для расследований и поимки преступников. Поэтому несмотря на то, что судебно-медицинская экспертиза крови существует уже давно, новые технологии позволили достичь с помощью данного метода гораздо более высоких результатов и сделать его более распространённым в криминалистике. Анализ образцов пятен крови требует обширных практических познаний в таких науках, как химия, биология, физика и геометрия.

## Результаты и достижения с помощью АБК
С помощью этой науки можно определить движение и направление тела человека во время истекания кровью, расположение раненого в пространстве, оружие или предмет, с помощью которого были нанесены раны, траекторию движения крови после удара, пореза и т. д. Изучения и анализ брызг крови позволяют следователям установить последовательность событий, происходивших во время совершения преступления. Если известно, как произошли события, будет известно, что делать дальше.
Анализ брызг крови требует специального обучения и практики, чтобы активно и эффективно помогать в расследовании преступлений. Будущие судмедэксперты проходят обучение на курсах Базового анализа брызг крови. Критерии курсов были разработаны в Международной ассоциации экспертов по брызгам крови (МАЭБК)

## Классификация брызг крови
Существуют различные критерии классификации брызг крови. Но принято, в общем, различать их по причине появления. Существует 3 вида брызг:
- Инертные пятна — это те, которые были созданы под силой гравитации.
  - Инертные капли — пятна, созданные под воздействием гравитации на отдельные капли.
  - Капельные пятна — пятна, упавшие в лужу крови.
  - Гидродинамические пятна — пятна, созданные в ходе изменения формы и направления пятна крови из-за воздействия гравитации или объекта на него.
  - Пятна в виде лужи — пятна, сформированные в случае, если источник наружного кровотечения находится на одном месте в статическом состоянии продолжительное время.
- Прогнозированные (проектированные). Этот вид пятен возникает, если некоторый вид энергии был передан источнику кровоизлияния.
  - Брызг от низкоскоростных воздействий — это брызг, созданный не очень сильным ударом.
  - Брызг от среднескоростных воздействий — это брызг, вызванный ударом средней силы, например ударом тупым предметом.
  - Брызг от высокоскоростных воздействий — это брызг, созданный сильным ударом, например от выстрела из огнестрельного оружия.
  - Выливающийся брызг — это брызг, созданный кровью, вытекающей из раны в движении.
  - След артериального кровотечения — выброс крови из повреждённой артерии под большим давлением.
  - Встречные брызги — брызги, отбрасываемые против вектора воздействия.
  - Экспираторный брызг — это брызг крови, выходящей через нос или рот.
- Трансферные (переносные). Пятна, созданные благодаря контакту между содержащим кровь и следовоспринимающим объектами. С помощью этих следов можно определить признаки объекта, оставившего следы крови.
  - Вытиравшиеся пятна — пятна, возникающие, если кто-либо пытался стереть кровь.
  - Растекающиеся пятна — пятна, появившиеся в связи с разлитием крови из движущегося источника кровоизлияния на незапятнанную поверхность.

## Скоростные воздействия на брызги крови
Типы воздействий на брызги крови:
- низкоскоростные,
- среднескоростные,
- высокоскоростные.

Данные термины на самом деле не указывают на скорость капель во время их полёта. Они разработаны для того, чтобы определять количество энергии, которое передаётся источнику крови. Скоростные воздействия становятся причиной появления пятен крови. Этот импульс измеряется как обыкновенная скорость (м/сек). Часто термины сила и энергия интерпретируются одинаково с единицами измерения м/s, что не есть правильно. Сила связана со скоростью и массой (N или 1 кг ·м·сек^-2 (2 в минус второй степени)). Энергия (работа) связана с силой, которая действует на объект ( J or N·m or кг·м^2·сек^−2 (м в квадрате и сек в минус второй степени). По поводу вышеперечисленных терминов и их значений проходили споры и дебаты. Нельзя путать этот термин с механизмом, благодаря которому брызги появились.

## В произведениях и кинематографе
Книга Пьера Жан де Морье «Затмение»: главный герой книги Жансуа Хальст работал судмедэкспертом и изучал анализ брызг крови.
В серии книг Джеффа Линдсея и в основанном на ней сериале «Декстер» главный герой, Декстер Морган, работает экспертом по брызгам крови в отделе убийств города Майами.